# Renaud et Armide (Carracci)
Pour les articles homonymes, voir Renaud et Armide.
Renaud et Armide est une peinture à l'huile sur toile de l'artiste italien Annibale Carracci datant d’environ 1601, conservée au Musée national de Capodimonte à Naples. Réalisée pour Edouard Farnèse, elle présente un épisode du chant XVI de la série La Jérusalem délivrée du poète Le Tasse, mettant en vedette Renaud et Armide. 

## Sujet
La toile représente l'amour malheureux d'Armide pour le chevalier croisé Renaud. 
Armide tend un piège au chevalier pour l'attirer dans son île avec l'aide de son peuple de créatures marines. Bien qu'il soit son ennemi, elle tombe amoureuse de Renaud et tente en vain de le retenir par des enchantements. Armide se tue alors dans une crise de démence.